# Токжан Бекпенбет
Токжан Бекпенбет (нар. 18 березня 1994) — казахстанська футболістка, нападниця українського клубу «Восход» (Стара Маячка).

## Клубна кар'єра
На клубному рівні до переїзду в Україну виступала за «ШВСМ-Кайрат» та «Окжетепес». У жіночій лізі чемпіонів провела 1 поєдинок: 4 листопада 2020 року відіграла всі 120 хвилин у програному (1:2) домашньому матчі проти грузинського Ланчхуті. Окрім цього, у 2020 році стала срібною призеркою чемпіонату Казахстану у складі «Окжетепеса».
У липні 2021 року переїхала до України, де уклала договір з «Восходом». У футболці клубу зі Старої Маячки дебютувала 31 липня 2021 року в нічийному (1:1) домашньому поєдинку 1-го туру Вищої ліги України проти «Кривбасу». Токжан вийшла на поле в стартовому складі, а на 66-ій хвилині її замінила Крістіна Романова.

## Кар'єра в збірній
У футболці молодіжної жіночої збірної Казахстану (WU-19) дебютувала 17 вересня 2011 року в програному (0:3) поєдинку 1-го туру групового етапу  жіночого молодіжного чемпіонату Європи проти одноліток з Уельсу. Бекпенбет вийшла на поле на 62-ій хвилині, замінивши Зульфію Мірзаєву. Загалом на молодіжному жіночому чемпіонаті Європи виходила на поле в 3-ох поєдинках.
У футболці національної збірної Казахстану дебютувала 2 червня 2016 року в переможному (1:0) поєдинку жіночого чемпіонату Європи проти Ізраїлю. Токжан вийшла на поле на 63-ій хвилині, замінивши Ксенію Хайруліну.

## Досягнення
«Окжетепес»
- Чемпіонат Казахстану
  -  Срібний призер (1): 2020